# São José do Norte
São José do Norte egy község (município) Brazíliában, Rio Grande do Sul államban, az Atlanti-óceán és a Lagoa dos Patos (Kacsák tava) között húzódó keskeny, homokos-vizenyős turzás déli végén. Jelentős szerepet töltött be a spanyolok elleni háborúban és a Farroupilha-felkelésben. 2020-ban népességét 27 721 főre becsülték.

## Elnevezése
A kialakuló települést Norte (észak) névvel illették, mivel északra helyezkedett el Rio Grandetől, a környék legfontosabb településétől. A São José előtag eredete egyes történészek szerint az, hogy a lakosok Szent Józsefbe vetették hitüket; mások szerint I. József portugál király tiszteletére nevezték el így a spanyolok 1767-es kiűzése után.

## Története
Az óceán és a Lagoa dos Patos közötti földnyelvet (régi nevén Península de Pernambuco) carijó indiánok lakták, a gyarmatosítók csak a 17. század végén jutottak el ide, mikor megalapították Colonia del Sacramentot, és utat nyitottak onnan Laguna felé. Bár a tordesillasi szerződés szerint spanyol föld volt, portugálok kezdtek letelepedni. A helyet Brito Peixoto és csapata derítette fel (1721), a tavat és az óceánt összekötő csatorna északi partján, a mai São José do Norte helyén pedig őrtornyot létesítettek (Barranca do Norte), hogy biztosítsák a sáv birtoklását a spanyol visszafoglalási kísérletektől. Rio Grande megakalulásával (1737) a hely fontossága növekedett, további megfigyelőállások létesültek, és a part menti települések száma is nőtt. A telepeseknek földeket osztottak, és számos kereskedő, katona, kalandor, földműves érkezett az új „ígéret földjére”.
1763-ban Rio Grande városát lerohanták a spanyolok, majd átkeltek a csatornán és a Barranca do Norte őrhelyet is elfoglalták. A lakosság a földnyelven keresztül menekült észak felé. 1764-ben a portugálok megépítették a Barranca de São Caetano erődítményt, ahonnan megszervezték az ellenállást, és 1767-ben visszafoglalták Barranca do Nortet. Miután 1776-ban végleg kiűzték a spanyolokat Rio Grandeból, a portugálok szükségesnek ítélték a földnyelv benépesítését: plébániák alakultak (Mostardas, Estreito), São José do Norte területére pedig főként azori telepesek érkeztek. A határ délre tolódott, így az erődítmények és megfigyelőállások az enyészeté lettek, azonban a települések töretlenül fejlődtek.
São José do Nortet 1822-ben egyházközséggé, 1831-ben kisvárossá (Vila), 1832-ben községgé nyilvánították (korábban Rio Grande község kerülete volt). A Farroupilha-felkelés során São José do Norte a brazil kormány oldalán maradt és ellenállt a felkelőknek, megakadályozva, hogy elérjék Rio Grande kikötőjét; ezért 1841-ben a császár részéről megkapta a Mui Heróica Vila címet.
A 19. század második felében ültetvényeket létesítettek és fellendült mezőgazdasága. A 20. század közepéig São José do Norte község területe az egész földnyelvre kiterjedt, azonban 1963-ban Mostardas és Tavares kerületei kiváltak belőle, és független községgé alakultak Mostardas néven (melytől Tavares 1982-ben függetlenedett).

## Leírása
Az Atlanti-óceán és a Lagoa dos Patos között húzódó keskeny földnyelv déli végén helyezkedik el. Míg az óceánpart egyenes vonalú és lankás, a lagúna felőli partot számos öböl, kikötőhely, magaslat tarkítja (utóbbiak közül megemlíthető a Leste da Barra, Pescadores-csúcs, Retiro-csúcs, Rasa-csúcs, Lençóis-csúcs, Bujuru-csúcs), a lagúnában pedig több partközeli kis sziget is van (Ovos-sziget, Saragonha-sziget, Arvoredo-sziget). A község területe sík, jellemzőek a homokdűnék, a kis tavak (Tesoureiro, Capivaras, Estreito, Bujuru), és a mocsaras, lápos élőhelyek. Növényzete szegényes, ritkás fákkal (eukaliptusz, füge, cserjék).
A község székhelye São José do Norte, további kerületei Bojuru és Estreito. Porto Alegretől 320 kilométerre fekszik, területe több, mint 1000 km2, domborzata sík, tengerszint feletti magassága 3–5 méter, partvonala 100 kilométernél is hosszabb. Éghajlata óceáni (Cfb), az évi átlaghőmérséklet 16,5 ºC. Része az Aglomeração Urbana do Sul városi agglomerációnak, melynek további tagjai Arroio do Padre, Capão do Leão, Pelotas, Rio Grande, és mintegy 650 000 lakos él a területén.
Gazdaságára jellemző a növénytermesztés (hagyma és rizs; Brazília legnagyobb hagymatermesztője), halászat, fafeldolgozás, gyantakitermelés. A város központjában és kikötőjében számos 19. századi épület látható.